# Місійна станиця сестер Василіянок (Заздрість)
Місійна станиця сестер Василіянок (ЧСВВ) — спільнота Української греко-католицької церкви в с. Заздрість на Тернопільщині.

## Історія
Патріарх Йосиф Сліпий неодноразово висловлював своє бажання, щоб його родинну хату в Заздрості було відкуплено: «Як прийде час, відкупіть мою родинну хату в Заздрості, — а потім побачите, що зробити». У 1995 році Романа Навроцька, голова Релігійного Товариства Українців-Католиків (РТУК), після численних клопотань відкупила дім родини Сліпих, після чого виникла ідея створити там музейно-меморіальний комплекс. Товариство «Свята Софія» взялося за втілення цієї ідеї, і завдяки їхнім зусиллям та жертовності благодійників хату відновили до її оригінального вигляду.
16 квітня 1995 року владика Юліян Ґбур освятив площу під будівництво. Авторами проєкту були професори-архітектори Львівської політехніки: Андрій Рудницький, Микола Бевз та Юрій Дубик.
Будівництво завершили 13 вересня 1998 року. Урочисте освячення музейного комплексу та відреставрованої хати здійснив владика Іван Хома у співслужінні з владикою Михаїлом Сабригою та іншими єпископами УГКЦ.
Музейний комплекс перебуває під кураторством РТУК «Свята Софія» у США. Щоденною опікою над ним займаються сестри Чину Святого Василія Великого. Вони проводять екскурсії, організовують конференції, святкування, катехитичні заняття, а також табори «Веселі канікули з Богом». У 2012 році музей відвідало понад 12 тисяч осіб.
На базі комплексу діють духовні програми та проводяться збори молодіжних організацій, таких як «Обнова», «Пласт», «СУМ», «Іскра Любові», «Марійська дружина», «УМХ». Садиба є початковою точкою піших прощ до Зарваниці.
Відповідальною за комплекс та настоятелькою монастиря з самого початку, ще до завершення будівництва, працювала с. Модеста Сеник, якій допомагали інші сестри, що й започаткувало місійну станицю сестер ЧСВВ.

## Настоятелі
- с. Модеста Сеник, ЧСВВ,
- с. Тадея Нагорнякк (З 2008).